# شبكة الثورة السورية
شبكة الثورة السورية وكانت تُعرف من قَبل باسم شبكة الثورة السورية 2011 كما عُرفت أحيانًا باسم أيام الغضب السورية هي منظمة مُعارضة ظهرت خلال الحرب الأهلية السورية. ظهرت شبكة الثورة السورية بشكل اعتباطي لا غير حيث تم إنشاء صفحة تحمل نفس الاسم على موقع فيسبوك في البداية من قبل فداء السيد ودعمها في ذلك كل النشطاء الذين يعيشون في إسكيلستونا خلال الربيع العربي في بداية عام 2011. بحلول شهر أيار/مايو 2011؛ أصبحت شبكة الثورة السورية ذات تأثير كبير حيث لعبت دورً كبيرًا في حشد المتظاهرين ضد الحكومة السورية خلال مرحلة الانتفاضة المدنية.

## التاريخ

### التأسيس
في شهر كانون الثاني/يناير 2011 وخلال الربيع العربي وبالتحديد خلال الثورة المصرية قامت فداء السيد جنبا إلى جنب مع اثنين من الأخوة الأصغر سنا واحد منهم هو مصطفى ياسر على إنشاء صفحة الثورة السورية على موقع فيسبوك. بحلول شباط/فبراير كانت الصفحة قد جمعا أكثر من 16.000 مُعجب. بدأت الصفحة في الدعوة إلى «يوم غضب» في سوريا ضد حكومة بشار الأسد ثم استطاعت شيئا فشيئا في حشد المتظاهرين في سوريا.
في مقابلة على قناة تي في 4؛ وضّحت فداء كيف سخر منها الناس وضحكوا عليها عندما قامت بتأسيس الصفحة حيث ذكروا أنه لن يكون هناك أبدا انتفاضة في سوريا بينما كانت هي الوحيدة تقريبًا التي تُؤيد المبادرة. أشارت فداء السيد إلى أن الحركة سلمية بالكامل والهدف منها المُطالبة بالحرية والديمقراطية. ذكرت فداء كذلك أنها لم تقم بأي تمويل للصفحة وعملت في بادئ الأمر عليها وحدها لكنها تلقت مساعدة في وقت لاحق من مئات الشباب في سوريا.

### بداية الانتفاضة السورية
تجمّع في 15 آذار/مارس 2011 حوالي 200 متظاهر في دمشق للمطالبة بالإصلاحات وإنهاء قانون الطوارئ في سوريا. في تلك الفترة كانت صفحة الثورة السورية 2011 في فيسبوك قد جمعت أزيد من 41.000 معجب. بحلول 18 آذار/مارس من عام 2011؛ دعت صفحة الثورة السورية على موقع فيسبوك إلى ما سمّته «يوم الكرامة» في سوريا. بعد صلاة الجمعة تجمّع الآلاف من المتظاهرين في 4 مدن لا سيما في درعا ثم دعوا من أجل الحرية والديمقراطية ضد الفساد. قمعت قوات الحكومة بعنف كل تلك الاحتجاجات. في نيسان / أبريل؛ بلغ عدد معجبي صفحة الثورة السورية أكثر من 120.000. دعت الصفحة مرة أخرى السوريين إلى النزول إلى الشوارع يوم الجمعة من أجلِ الاحتجاجات في سوريا. وبحلول أيار/مايو كانت الصفحة قد جمعت أكثر من 180.000 مُعجب. تحولت الصفحة إلى شبكة أوسع بعدما جمعت ربع مليون إعجاب في أكثر من ثماني مواقع تواصل مختلفة. أصبحت شبكة الثورة السورية الأكثر تأثيرا في صفوف المعارضة السورية حيث كاتت تقوم بتنسيق التظاهرات وحشد الآلاف ضد الحكومة السورية.
في تموز/يوليو 2011؛ نشرت بي بي سي عربي تقريرًا خاصًا حول فداء وكيفية إدارتها للصفحة من شقتها في إسكيلستونا. أوضحت فداء حينها أن 75% من المسؤولين الذين يديرون الموقع يقطنون داخل سوريا، كما أكدت على صعوبة ما واجهته: «خلال نشرنا لفيديو ما يحب أن نتأكد من حصوله فعلاً بل يجب أن يُؤكد لنا هذا مجموعة من المصادر المستقلة حتى يتسنى لنا التأكد مما يحصل.»

### تصاعد الحرب الأهلية
برز أبرز نشطاء الإعلام المحسوبين على شبكة الثورة السورية وهو معاذ الشامي الذي يقطن دمشق. خلال السنوات الثلاث الأولى من الحرب الأهلية السورية؛ كان معاذ مراسلا مستقلا يعمل في دمشق وحولها، حيث عمل على التغطية الدقيقة لكل ما جرى من معارك وحروب في معارك دمشق بما في ذلك هجوم ريف دمشق (نوفمبر 2012–فبراير 2013) وهجوم دمشق (2013)، في آذار/مارس 2013 نشرت وكالة رويترز مقالا اعتبرت فيه معاذ الشامي أحد أبرز نشطاء المعارضة في دمشق. نُقل معاذ في وقت لاحق من الحرب إلى محافظة إدلب في شمال غرب سوريا حيث يعمل حاليا هناك. غطى منذ أيلول/سبتمبر 2015 التدخل العسكري الروسي بما في ذلك قصف حلب وإدلب من قبل القوات الجوية الروسية. في 7 آذار/مارس 2016 وبينما كان يعمل عللا تغطية احتجاجات الثوار قام عناصر من جبهة النصرة التابعة لتنظيم القاعدة باعتقاله قبل أن يتم تسليمه لجيش الفتح. تم إطلاق سراحه في وقت لاحق لكنّه اعتُقل مجددًا في 5 كانون الأول/ديسمبر 2016 على يد عناصر من جيش الفتح كذلك وذلك بعد خلافات مع قاضي الشريعة في إدلب، ولكن سرعان ما أفرج عنه. في بداية عام 2017؛ عمل معاذ الشامي على تغطية صعود هيئة تحرير الشام في إدلب. ثم سجل العديد من الصور والمقاطع في 4 نيسان/أبريل من عام 2017 وذلك خلال الهجوم الكيميائي على خان شيخون وآثاره المدمرة.